# American Institute of Physics
Societatea Americană de Fizică este o societate națională ce promovează ramurile fizicii, publică un jurnal și ajută mediul științific. 